# Landkreis Hannover
Der Landkreis Hannover war ein 1885 gegründeter Landkreis, der am 1. November 2001 in der Region Hannover, einem Kommunalverband besonderer Art, aufging. Kreissitz war die kreisfreie Landeshauptstadt Hannover.

## Nachbarkreise
Der zweite Landkreis Hannover grenzte Anfang 1974 im Uhrzeigersinn im Nordwesten beginnend an die Landkreise Neustadt am Rübenberge, Burgdorf, Hildesheim-Marienburg, Springe und Grafschaft Schaumburg sowie an die Stadt Hannover.
Der durch die Gebietsreform von 1974 vergrößerte Landkreis Hannover grenzte im Uhrzeigersinn im Norden beginnend an die Landkreise Soltau-Fallingbostel (heute Heidekreis), Celle, Gifhorn, Peine, Hildesheim, Hameln-Pyrmont, Schaumburg und Nienburg/Weser. Die kreisfreie Stadt Hannover wurde seit 1974 vom Landkreis vollständig umschlossen.

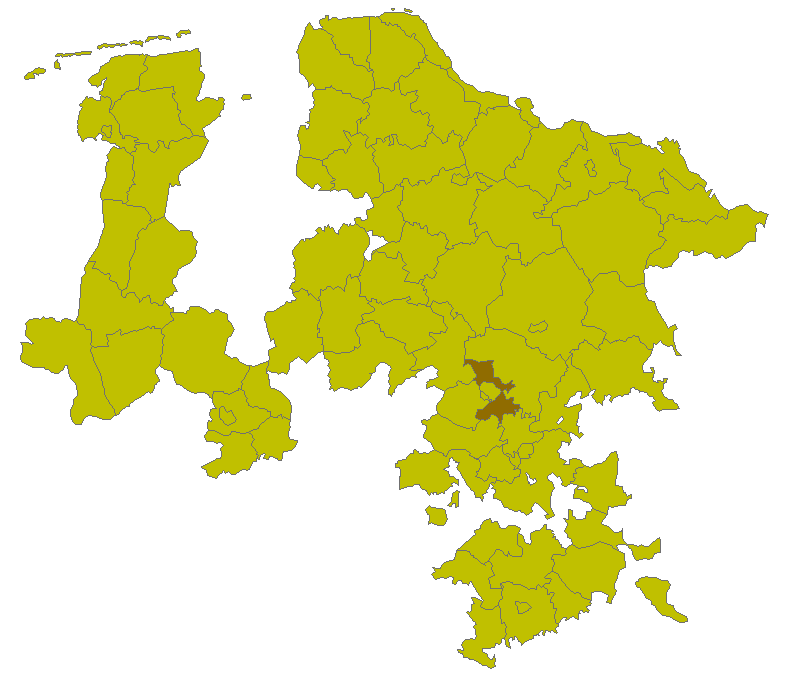
Lage des Landkreises Hannover in der Provinz Hannover (1905)

Der Landkreis Hannover von 1974 bis 2001

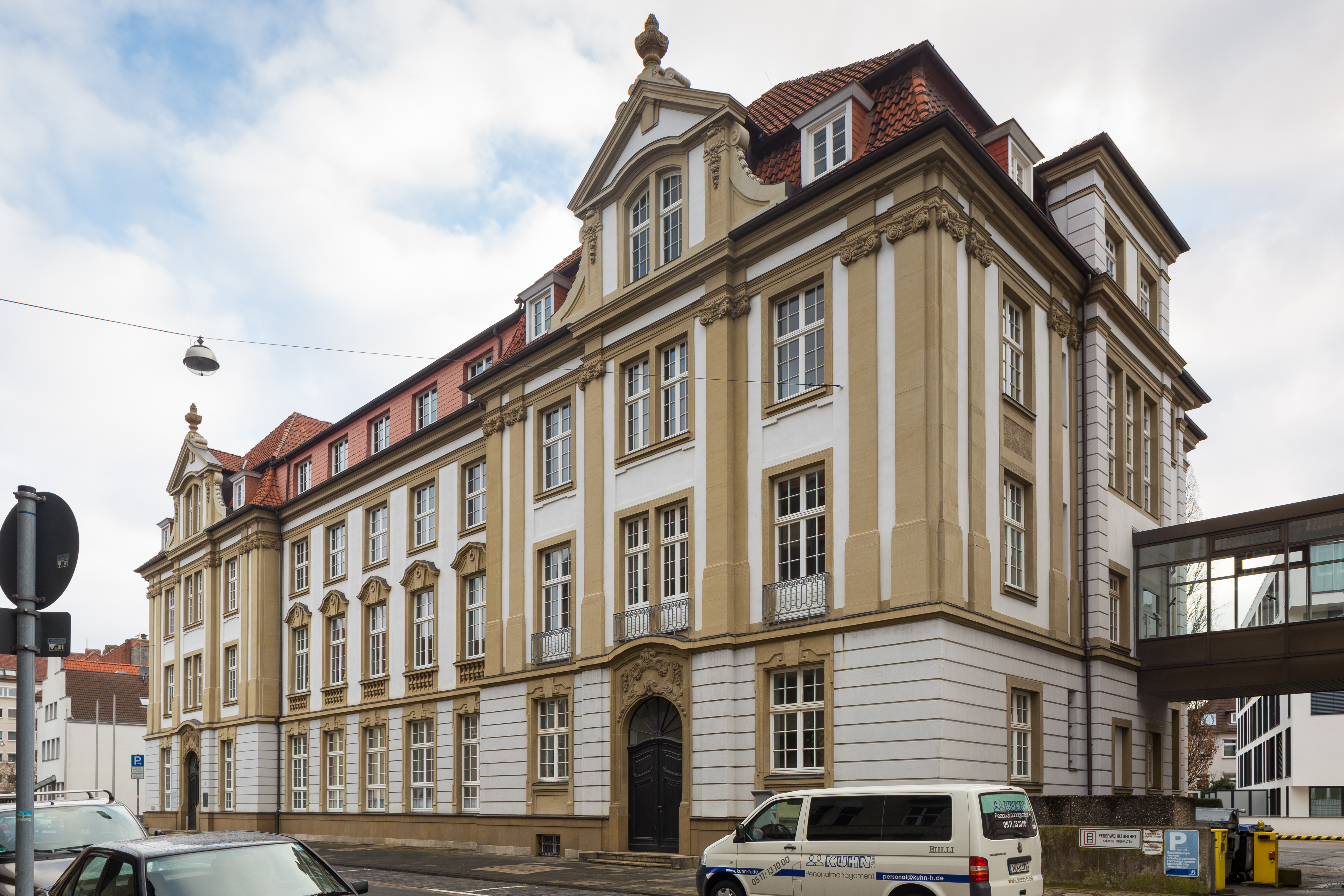
Altes Landkreisgebäude in Hannover, Höltystraße 17

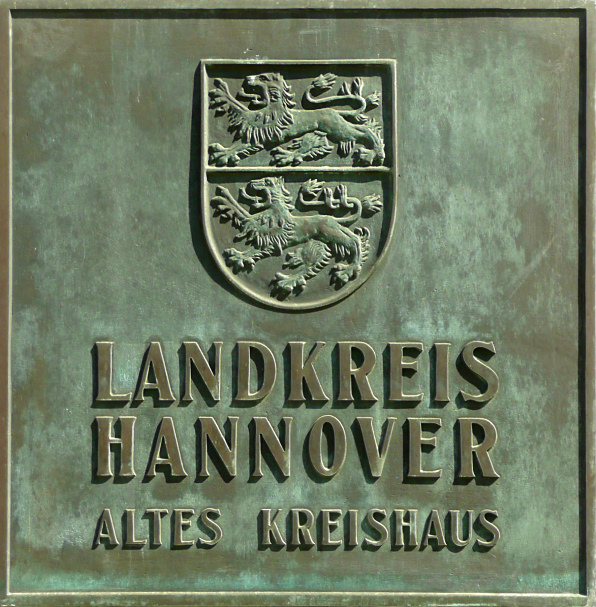
Schild mit Wappen am alten Landkreisgebäude in Hannover

## Geschichte

### 1885 bis 1932
Der Landkreis Hannover wurde am 1. April 1885 bei der Bildung von Landkreisen in der preußischen Provinz Hannover aus dem Amt Hannover gebildet. Er umfasste im Wesentlichen das Gebiet der heutigen Städte Hemmingen und Langenhagen sowie große Teile der heutigen Städte Laatzen und Hannover. Der Landkreis verlor in der Folgezeit große Teile seines Gebiets an die kreisfreie Stadt Hannover:
- Am 1. Juli 1891 wurden die Gemeinden Hainholz, Herrenhausen, List und Vahrenwald in die Stadt Hannover eingegliedert.
- Am 1. Oktober 1907 wurden die Gemeinden Bothfeld, Döhren, Groß-Buchholz, Klein-Buchholz, Kirchrode, Stöcken und Wülfel sowie der Gutsbezirk Mecklenheide in die Stadt Hannover eingegliedert.

Der Landkreis bestand seitdem aus zwei durch die Stadt Hannover voneinander getrennten Teilen, wobei der Nordteil hauptsächlich das Gebiet der heutigen Stadt Langenhagen umfasste. Im Jahre 1928 schieden auch der Schlossbezirk und der Gartenbezirk Herrenhausen sowie der Gutsbezirk Leinhausen aus dem Landkreis aus und wurden in die Stadt Hannover eingegliedert.

### 1932 bis 1974
Am 1. Oktober 1932 wurden die Gemeinden des aufgelösten Landkreises Linden sowie die Gemeinde Anderten aus dem Landkreis Burgdorf in den Landkreis Hannover eingegliedert. Hierdurch wuchs die Fläche des Landkreises um mehr als das Doppelte. Von den Gemeinden des Landkreises erhielten Langenhagen 1959, Misburg 1963, Laatzen 1968 und Barsinghausen 1969 das Stadtrecht.

### 1974 bis 2001
Im Rahmen der Gebietsreform in Niedersachsen gab der Landkreis am 1. März 1974 Ahlem, Anderten, Bemerode, Misburg, Vinnhorst, Wettbergen, Wülferode sowie Teile von Laatzen und Langenhagen an die Stadt Hannover ab. Gleichzeitig wurde er um große Teile der zu diesem Datum aufgelösten Landkreise Burgdorf, Neustadt am Rübenberge und Springe vergrößert. Die Fläche des Landkreises Hannover vergrößerte sich dadurch auf 2086 km². Der Landkreis bildete seitdem einen geschlossenen Ring um die Stadt Hannover und hatte bei Gründung der Region Hannover im Jahre 2001 mit mehr als 600.000 Einwohnern eine höhere Bevölkerungszahl als die Landeshauptstadt. Von den Gemeinden des Landkreises erhielten Ronnenberg 1975, Seelze 1977, Sehnde 1997 und Hemmingen 1999 das Stadtrecht.

## Einwohnerentwicklung
Der Landkreis Hannover wurde 1932 und 1974 durch Gebietsreformen deutlich vergrößert.
| Jahr | Einwohner | Quelle |
| ---- | --------- | ------ |
| 1890 | 35.401    | [ 3 ]  |
| 1900 | 37.728    | [ 3 ]  |
| 1910 | 26.029    | [ 3 ]  |
| 1925 | 30.886    | [ 3 ]  |
|      |           |        |
| 1939 | 89.156    | [ 3 ]  |
| 1950 | 154.768   | [ 3 ]  |
| 1960 | 171.600   | [ 3 ]  |
| 1970 | 233.600   | [ 4 ]  |
|      |           |        |
| 1980 | 542.900   | [ 5 ]  |
| 1990 | 562.418   | [ 6 ]  |
| 2000 | 603.090   | [ 6 ]  |
| 2001 | 604.897   | [ 6 ]  |

## Politik
Die Leitung des Kreises war bis 1999 nach dem zweigleisigen Modell aufgeteilt in das Amt des (Ober-)Kreisdirektors, der hauptamtlich die Verwaltung leitete, und des Landrates. Dieser wurde ehrenamtlich aus der Mitte des Kreistages für repräsentative Zwecke gewählt. Mit der Kommunalreform von 1996 wurde mit Übergangsregelungen in den niedersächsischen Gemeinden und Kreisen die „Eingleisigkeit“ an der Verwaltungsspitze eingeführt. Seitdem obliegt einem Landrat als hauptamtlichem Wahlbeamten auf Zeit nicht nur die politische Repräsentation des Landkreises, sondern auch die Leitung der Kreisverwaltung. Im Landkreis Hannover entfiel mit dem Ende der Amtszeit von Herbert Droste das Amt des Oberkreisdirektors. Am 1. Juni 1999 trat Michael Arndt sein Amt als hauptamtlicher Landrat an.

### (Ober-)Kreisdirektoren
- Julius Fengler (1945 bis 1948)
- August Steppat (1948 bis 1966)
- Friedrich Bischoff (1967 bis 1971)
- Herbert Droste (seit 1971 kommissarisch; 1974 bis 1999)

### Landräte
- 1885–1904 Egmont von Brünneck
- 1904–1930 Clemens von Wedel-Gödens
- 1930–1932 Julius Fengler (SPD)
- 1932–1933 Robert Onnen (SPD)
- 1933–1945 Hans von Oldershausen
- 1946–1966 Karl Schönemann (SPD)
- 1966–1971 Günter Kiehm (SPD)
- 1971–1981 Jürgen Bauermeister (SPD)
- 1981–1989 Karsten Friedrich Hoppenstedt (CDU)
- 1989–1996 Eberhard Wicke (CDU)
- 1996–1998 Gertraude Kruse (SPD)
- 1999–2001 Michael Arndt (SPD), erster direkt gewählter und gleichzeitig letzter Landrat des Landkreises Hannover (ab 2001 Regionspräsident der Rechtsnachfolgerin Region Hannover)

### Wappen

#### Neueres Wappen von 1974
Der Entwurf des neueren Kommunalwappens vom Landkreis Hannover stammt von dem Heraldiker und Grafiker Alfred Brecht, der zahlreiche Wappen in der Region Hannover erschaffen hat. Die Genehmigung des Wappens wurde am 19. Dezember 1974 durch den Niedersächsischen Minister des Innern erteilt.
| Wappen von Landkreis Hannover | Blasonierung: „Rot und Gold geteilt, oben ein blaubewehrter, goldener Löwe, unten ein rotbewehrter, blauer Löwe, beide schreitend.“ |
| Wappen von Landkreis Hannover | Wappenbegründung: Der neue Landkreis Hannover wurde am 1. März 1974 aus den früheren Landkreisen Burgdorf, Neustadt am Rübenberge, Springe und Hannover gebildet. Diese große Verwaltungseinheit mit über 520.000 Einwohnern hat ein Kreiswappen auf geschichtlichen Grundlagen erhalten, das aussagestark für dieses Gebiet ist und von seiner Bevölkerung bejaht wurde. Das Wappen berücksichtigt das Welfenhaus als dominierenden Träger der Landesgeschichte, wobei das braunschweigische und lüneburgische Herzogtum mit ihren unterschiedlichen Wappen symbolisch dargestellt werden, da sie gleichermaßen mit der Entwicklung wohl aller Orte des Landkreises eng verwoben sind. |

#### Altes Wappen von 1935
Der Entwurf des alten Wappens vom Landkreis Hannover stammt von dem Heraldiker und Wappenmaler Gustav Völker, der zahlreiche Wappen in der Region Hannover erschaffen hat. Die Genehmigung des Wappens wurde durch das Preußische Staatsministerium am 15. April 1935 erteilt.
| Wappen von Landkreis Hannover | Blasonierung: „Gespalten, vorn in Rot zwei blaubewehrte und -bezungte, aus dem Spalt hervorbrechende, goldene Löwen, hinten von Blau und Rot fünfmal geteilt und das Ganze mit einem steigenden, goldbekrönten, -bewehrten und -bezungten, silbernen Löwen belegt.“ |
| Wappen von Landkreis Hannover | Wappenbegründung: Das Kreiswappen enthält Embleme der früheren Wappen der althannoverschen Ämter Calenberg und Hannover, aus denen der spätere Landkreis Hannover gebildet wurde. Vorne die calenbergischen Löwen, eigentlich Leoparden, aus dem braunschweigischen Stammwappen. Den Löwen des ehemaligen Amtes Hannover führt man auf die Grafen von Lauenrode-Roden oder auf die Welfen zurück. |

## Gemeinden

### 1885 bis 1974
Die folgende Tabelle listet alle Gemeinden, die zwischen 1885 und 1974 dem Landkreis Hannover angehörten, sowie alle Eingemeindungen:
| Gemeinde               | eingemeindet nach   | Datum der Eingemeindung | Anmerkung                   |
| ---------------------- | ------------------- | ----------------------- | --------------------------- |
| Ahlem                  | Hannover            | 1. März 1974            | bis 1932 Landkreis Linden   |
| Almhorst               | Seelze              | 1. März 1974            | bis 1932 Landkreis Linden   |
| Anderten               | Hannover            | 1. März 1974            | bis 1932 Landkreis Burgdorf |
| Argestorf              | Wennigsen (Deister) | 1. Januar 1970          | bis 1932 Landkreis Linden   |
| Arnum                  | Hemmingen           | 1. März 1974            |                             |
| Bantorf                | Hohenbostel         | 1. Juli 1968            | bis 1932 Landkreis Linden   |
| Barrigsen              | Barsinghausen       | 1. März 1974            | bis 1932 Landkreis Linden   |
| Barsinghausen, Stadt   |                     |                         | bis 1932 Landkreis Linden   |
| Bemerode               | Hannover            | 1. März 1974            |                             |
| Benthe                 | Ronnenberg          | 1. Juli 1969            | bis 1932 Landkreis Linden   |
| Bothfeld               | Hannover            | 1. Oktober 1907         |                             |
| Bredenbeck             | Wennigsen (Deister) | 1. Januar 1970          | bis 1932 Landkreis Linden   |
| Brink                  | Langenforth         | 1. November 1935        |                             |
| Degersen               | Wennigsen (Deister) | 1. Januar 1970          | bis 1932 Landkreis Linden   |
| Devese                 | Hemmingen           | 1. März 1974            |                             |
| Ditterke               | Gehrden             | 1. August 1971          | bis 1932 Landkreis Linden   |
| Döhren                 | Hannover            | 1. Oktober 1907         |                             |
| Döteberg               | Seelze              | 1. März 1974            | bis 1932 Landkreis Linden   |
| Eckerde                | Goltern             | 1. Juli 1968            | bis 1932 Landkreis Linden   |
| Egestorf               | Barsinghausen       | 1. Juli 1968            | bis 1932 Landkreis Linden   |
| Empelde                | Ronnenberg          | 1. Juli 1969            | bis 1932 Landkreis Linden   |
| Engelbostel            | Langenhagen         | 1. März 1974            |                             |
| Everloh                | Gehrden             | 1. August 1971          | bis 1932 Landkreis Linden   |
| Evestorf               | Wennigsen (Deister) | 1. Januar 1970          | bis 1932 Landkreis Linden   |
| Gehrden, Stadt         |                     |                         | bis 1932 Landkreis Linden   |
| Godshorn               | Langenhagen         | 1. März 1974            |                             |
| Goltern                | Barsinghausen       | 1. März 1974            | Neugründung am 1. Juli 1969 |
| Göxe                   | Goltern             | 1. Juli 1968            | bis 1932 Landkreis Linden   |
| Grasdorf               | Laatzen             | 1. Januar 1964          |                             |
| Groß-Buchholz          | Hannover            | 1. Oktober 1907         |                             |
| Großgoltern            | Goltern             | 1. Juli 1968            | bis 1932 Landkreis Linden   |
| Groß Munzel            | Barsinghausen       | 1. März 1974            | bis 1932 Landkreis Linden   |
| Gümmer                 | Seelze              | 1. März 1974            | bis 1932 Landkreis Linden   |
| Hainholz               | Hannover            | 1. Juli 1891            |                             |
| Harenberg              | Seelze              | 1. März 1974            | bis 1932 Landkreis Linden   |
| Harkenbleck            | Hemmingen           | 1. März 1974            |                             |
| Heitlingen             | Garbsen             | 1. März 1974            |                             |
| Hemmingen-Westerfeld   | Hemmingen           | 1. März 1974            |                             |
| Herrenhausen           | Hannover            | 1. Juli 1891            |                             |
| Hiddestorf             | Hemmingen           | 1. März 1974            |                             |
| Hohenbostel            | Barsinghausen       | 1. März 1974            | bis 1932 Landkreis Linden   |
| Holtensen bei Wunstorf | Barsinghausen       | 1. März 1974            | bis 1932 Landkreis Linden   |
| Holtensen bei Weetzen  | Wennigsen (Deister) | 1. Januar 1970          | bis 1932 Landkreis Linden   |
| Ihme                   | Ihme-Roloven        | 1929                    |                             |
| Ihme-Roloven           | Ronnenberg          | 1. März 1974            | Neugründung 1929            |
| Kaltenweide            | Langenhagen         | 1. März 1974            |                             |
| Kirchdorf              | Barsinghausen       | 1. Juli 1968            | bis 1932 Landkreis Linden   |
| Kirchrode              | Hannover            | 1. Oktober 1907         |                             |
| Kirchwehren            | Seelze              | 1. März 1974            | bis 1932 Landkreis Linden   |
| Klein-Buchholz         | Hannover            | 1. Oktober 1907         |                             |
| Koldingen              | Pattensen           | 1. März 1974            |                             |
| Krähenwinkel           | Langenhagen         | 1. März 1974            |                             |
| Laatzen, Stadt         |                     |                         |                             |
| Landringhausen         | Barsinghausen       | 1. März 1974            | bis 1932 Landkreis Linden   |
| Langenforth            | Langenhagen         | 1. April 1938           |                             |
| Langenhagen, Stadt     |                     |                         |                             |
| Langreder              | Barsinghausen       | 1. März 1974            | bis 1932 Landkreis Linden   |
| Lathwehren             | Seelze              | 1. März 1974            | bis 1932 Landkreis Linden   |
| Lemmie                 | Gehrden             | 1. August 1971          | bis 1932 Landkreis Linden   |
| Lenthe                 | Gehrden             | 1. August 1971          | bis 1932 Landkreis Linden   |
| Letter                 | Seelze              | 1. März 1974            | bis 1932 Landkreis Linden   |
| Leveste                | Gehrden             | 1. August 1971          | bis 1932 Landkreis Linden   |
| Linderte               | Ronnenberg          | 1. Juli 1969            |                             |
| List                   | Hannover            | 1. Juli 1891            |                             |
| Lohnde                 | Seelze              | 1. März 1974            | bis 1932 Landkreis Linden   |
| Misburg, Stadt         | Hannover            | 1. März 1974            |                             |
| Müllingen              | Sehnde              | 1. März 1974            |                             |
| Nordgoltern            | Goltern             | 1. Juli 1968            | bis 1932 Landkreis Linden   |
| Northen                | Gehrden             | 1. August 1971          | bis 1932 Landkreis Linden   |
| Ohlendorf              | Hemmingen           | 1. März 1974            |                             |
| Ostermunzel            | Barsinghausen       | 1. März 1974            | bis 1932 Landkreis Linden   |
| Redderse               | Gehrden             | 1. August 1971          | bis 1932 Landkreis Linden   |
| Reden                  | Pattensen           | 1. März 1974            |                             |
| Rethen                 | Laatzen             | 1. März 1974            |                             |
| Roloven                | Ihme-Roloven        | 1929                    |                             |
| Ronnenberg             |                     |                         | bis 1932 Landkreis Linden   |
| Schulenburg            | Langenhagen         | 1. März 1974            |                             |
| Seelze                 |                     |                         | bis 1932 Landkreis Linden   |
| Sorsum                 | Wennigsen (Deister) | 1. Januar 1970          | bis 1932 Landkreis Linden   |
| Stemmen                | Goltern             | 1. Juli 1968            | bis 1932 Landkreis Linden   |
| Stöcken                | Hannover            | 1. Oktober 1907         |                             |
| Vahrenwald             | Hannover            | 1. Juli 1891            |                             |
| Velber                 | Seelze              | 1. März 1974            | bis 1932 Landkreis Linden   |
| Vinnhorst              | Hannover            | 1. März 1974            |                             |
| Vörie                  | Ronnenberg          | 1. Juli 1969            |                             |
| Wassel                 | Sehnde              | 1. März 1974            |                             |
| Weetzen                | Ronnenberg          | 1. Juli 1969            | bis 1932 Landkreis Linden   |
| Wennigsen (Deister)    |                     |                         | bis 1932 Landkreis Linden   |
| Wettbergen             | Hannover            | 1. März 1974            | bis 1932 Landkreis Linden   |
| Wichtringhausen        | Hohenbostel         | 1. Juli 1968            | bis 1932 Landkreis Linden   |
| Wilkenburg             | Hemmingen           | 1. März 1974            |                             |
| Winninghausen          | Hohenbostel         | 1. Juli 1968            | bis 1932 Landkreis Linden   |
| Wülfel                 | Hannover            | 1. Oktober 1907         |                             |
| Wülferode              | Hannover            | 1. März 1974            |                             |

### 1974 bis 2001
Seit 1974 umfasste der Landkreis Hannover 20 Gemeinden:
| - Barsinghausen, Stadt - Burgdorf, Stadt - Burgwedel - Garbsen, Stadt - Gehrden, Stadt | - Hemmingen, Stadt - Isernhagen - Laatzen, Stadt - Langenhagen, Stadt - Lehrte, Stadt | - Neustadt, Stadt - Pattensen, Stadt - Ronnenberg, seit 1975 Stadt - Seelze, seit 1977 Stadt - Sehnde, seit 1997 Stadt | - Springe, Stadt - Uetze - Wedemark - Wennigsen - Wunstorf, Stadt |

## Kfz-Kennzeichen
Am 1. Juli 1956 wurde dem Landkreis bei der Einführung der bis heute gültigen Kfz-Kennzeichen das Unterscheidungszeichen H zugewiesen. Es wird bis heute für die Region Hannover ausgegeben.